# Сибони, Клеман
Клеман Сибони (фр. Clément Sibony, род. 30 ноября 1976 года) — французский актер и кинорежиссер. С 1991 года он снялся более чем в 60 фильмах и телешоу. Получил награду «Серебряный Георгий» за лучшую мужскую роль на 22-м Московском международном кинофестивале за роль в фильме «Взлетая».

## Избранная фильмография
- Французский поцелуй (1995)
- Уже мёртв (1998)
- Всегда беги (2000)
- Взлетая (2000)
- Любит — не любит (2002)
- Позвольте моим людям идти (2011)
- Смотреть на море (2011)
- Ради женщины (2013)
- Не быть (2013)
- Пряности и страсти (2014)
- Прогулка (2015)
- Альтамира (2016)